# Sha La La
"Sha La La" is een single van de Engelse band Manfred Mann uit 1964.

## Hitnotering
| Sha La La          | Sha La La             | Sha La La | Sha La La | Sha La La |
| Hitlijst           | Datum van binnenkomst | Week:     | 1         |           |
| ------------------ | --------------------- | --------- | --------- | --------- |
| Nederlandse Top 40 | 02-01-1965            | Positie:  | 38        | uit       |